# Walenstadtberg
Walenstadtberg ist eine Ortsgemeinde und eine Ortschaft in der Gemeinde Walenstadt im Schweizer Kanton St. Gallen.

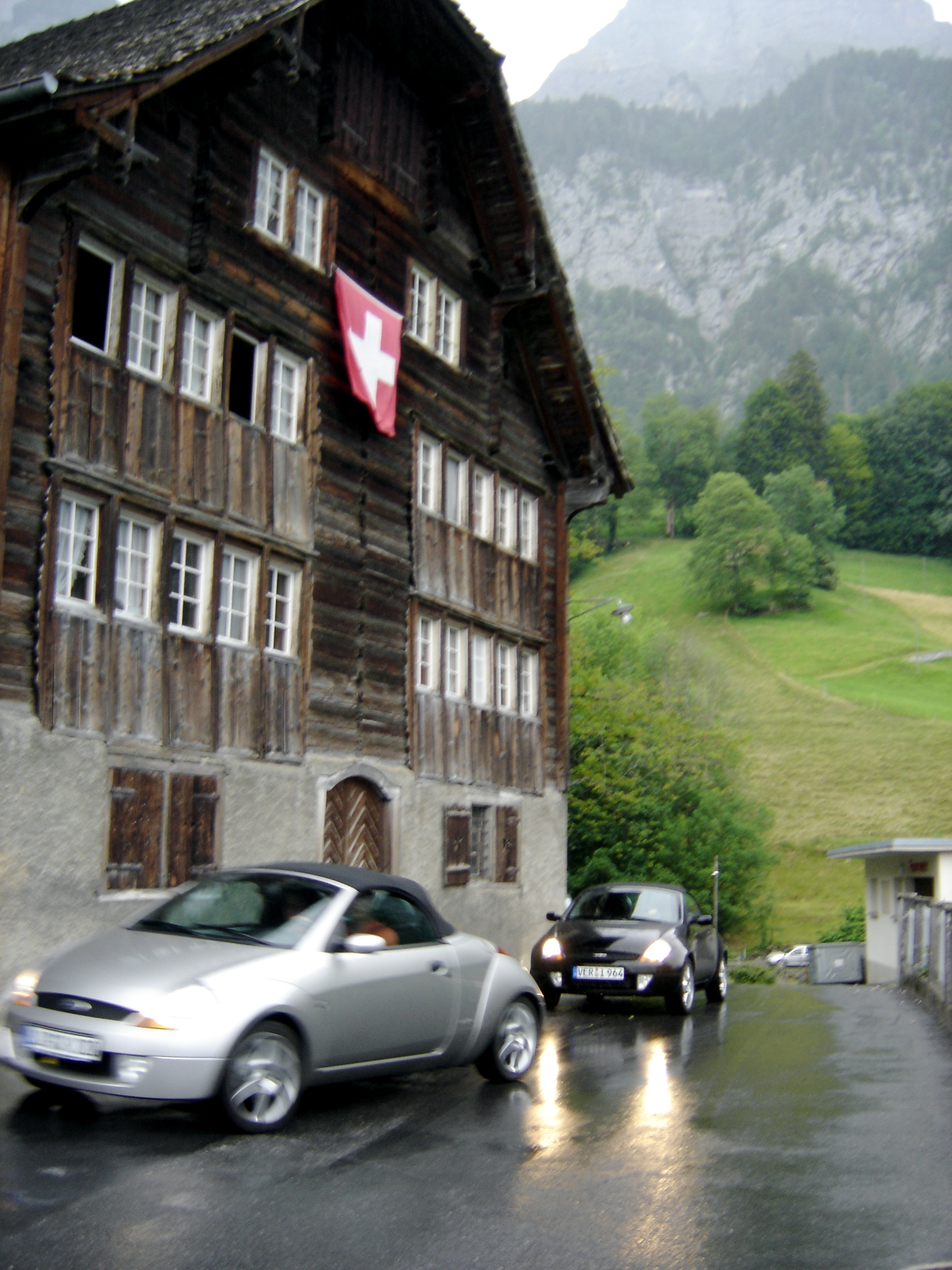
Die alte Post in Walenstadtberg

## Geografie
Die Siedlung liegt auf 700 bis 1200 m ü. M. am Südhang der Churfirsten oberhalb des Walensees und des Ortes Walenstadt.
Auf dem Walenstadtberg befindet sich das ehemalige Sanatorium und heutige Rehazentrum Walenstadtberg der Kliniken Valens.

## Geschichte

Luftbild von Walter Mittelholzer (1918–1937)

Oberhalb von Walenstadt liegt die Ortsgemeinde Walenstadtberg. Die «Berger» gehörten schon im Mittelalter zu Walenstadt, obschon sie minderberechtigte Ausburger und gegenüber den Stadtbürgern benachteiligt waren. Viele Wiesen, Wälder und Alpen von Walenstadtberg durften damals nur von ortsansässigen Bürgern genutzt werden, ein Grossteil davon wurde von den Stadtnern mitgenutzt. Durch dieses Teilen und Nehmen brachen immer wieder Streitereien zwischen den Ortsgemeinden aus, bis am 29. Februar 1814 offiziell Walenstadtberger Bürger die gleichen Rechte und Pflichten wie Walenstadtner Bürger bekamen.
Ende 1842 wurde ein Teilungsvertrag über den gemeinsamen Wald- und Allmendbesitz zwischen den Ortsgemeinden unterzeichnet: Der Stadt wurden vier Fünftel, dem Berg ein Fünftel des ganzen Grunds zugeteilt. 1917 zerstörte eine riesige Staublawine oberhalb des heutigen Sanatoriums 14 Ställe und Heustadel.
1909 öffnete das Lungensanatorium Knoblisbühl in Walenstadtberg seine Tore. Es wurde 1976 in die St. Gallische Rehabilitationsklinik Walenstadtberg für Atemwegerkrankungen und multiple Sklerose, 2011 in die Stiftung Kliniken Valens und Walenstadtberg umgewandelt. Die Gesamtschule wurde 2010 geschlossen.

## Bevölkerung
Walenstadtberg hat 222 Bewohner (Stand 31. Dezember 2021). 1940 lebten 36 Familien am Walenstadtberg vom Bauerngewerbe, 2005 waren es noch acht.

## Wirtschaft
Trotz der Höhe von Walenstadtberg wird Landwirtschaft betrieben. Die Ortsgemeinde Walenstadtberg besitzt 9 ha Wiesland, 104 ha Wald, 141 ha Alpweide auf Tschingla, 40 ½ Stösse Alpanteil auf Schrina, 8 ½ Stösse Alpanteil auf Schwaldis und 84 ha unproduktives Land. Die Kliniken Valens sind der zweitgrösste Arbeitgeber der politischen Gemeinde Walenstadt.

## Sehenswürdigkeiten

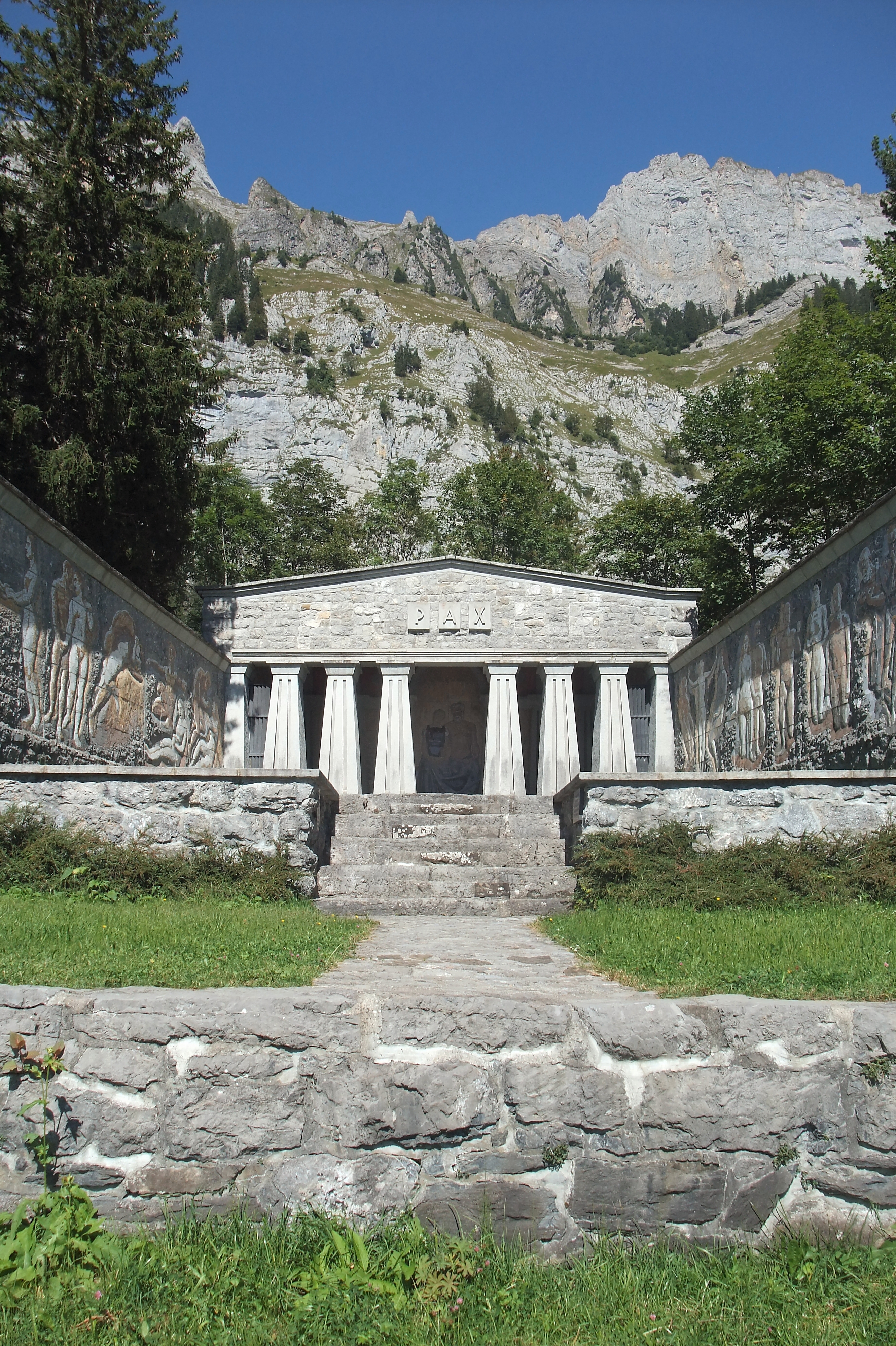
Paxmal, erbaut 1924 bis 1949 von Karl Bickel.

Im Ortszentrum steht die Bruder-Klaus-Kapelle, ein innen mit Holz verkleideter Steinbau (Sichtquaderwerk) von 1944.
Etwas oberhalb, bei Schrina-Hochrugg, liegt das von Karl Bickel gebaute Paxmal. Das Denkmal, oft auch als Friedensstätte bezeichnet, schenkte Bickel 1966 den PTT als Dank für vier Jahrzehnte Zusammenarbeit.

## Verkehr
Walenstadtberg kann über eine Bergstrasse von Walenstadt her erreicht werden. Seit Dezember 2006 ist die Zufahrt im Lawinenzug des Schattenbachs durch einen Tunnel geschützt. Sollte Lawinengefahr ein gefahrloses Passieren verunmöglichen, besteht eine Notstrasse, die über die Forststrasse Unterwaldweg auf den Walenstadtberg führt.
Bus Sarganserland Werdenberg verbindet Walenstadt mit Walenstadtberg bis zur Reha-Klinik. Werktags fahren die Busse stündlich, an Wochenenden zweistündlich.

## Söhne und Töchter von Walenstadtberg
- Hartmann Stähelin (* 1925, † 2011 in Basel), Pharmakologe und Mikrobiologe